# آی‌ان‌اس ساویتری (پی۵۳)
آی‌ان‌اس ساویتری (پی۵۳) (به انگلیسی: INS Savitri (P53)) یک کشتی است که طول آن 101 metres می‌باشد.